# Lorenzo Cesa

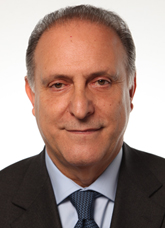
Lorenzo Cesa (2013)

Lorenzo Cesa (* 16. August 1951 in Arcinazzo Romano, Provinz Rom) ist ein italienischer Politiker. Er ist seit 2005 Parteisekretär der Unione dei Democratici Cristiani e di Centro (UDC) bzw. Unione di Centro (UdC). Von 2004 bis 2006 und erneut von 2014 bis 2019 war er Mitglied des Europäischen Parlaments.

## Leben
Cesa absolvierte ein Studium der Politikwissenschaft an der Libera Università Internazionale degli Studi Sociali (LUISS) in Rom. Seine politische begann er bei der Democrazia Cristiana, für die er im Gemeinderat von Rom saß. Als die DC 1994 zerbrach, schloss sich Cesa dem Centro Cristiano Democratico (CCD) an, das zum Mitte-rechts-Bündnis von Silvio Berlusconi gehörte. Das CCD fusionierte 2002 mit einer weiteren DC-Nachfolgepartei, der CDU, zur Unione dei Democratici Cristiani e di Centro (UDC).
Bei der Europawahl 2004 zog Cesa ins Europäische Parlament ein. Dort war er stellvertretender Vorsitzender der christdemokratischen EVP-ED-Fraktion, Mitglied im Haushaltskontrollausschuss, im Ausschuss für Industrie, Forschung und Energie und Delegierter in der Parlamentarischen Versammlung Europa-Mittelmeer. 2005 wurde Cesa zum Sekretär (Segretario) der UDC gewählt – das ist im Gegensatz zum eher repräsentativen Presidente die Person, die die operative tagespolitische Führung der Partei innehat.
Nach der italienischen Parlamentswahl 2006 legte er sein EP-Mandat nieder, um Abgeordneter in der Camera dei deputati zu werden. 2008 und 2013 wurde er wiedergewählt. Zusätzlich war er von 2006 bis 2011 italienischer Delegierter in der Parlamentarischen Versammlung der Westeuropäischen Union sowie 2006–2011 und 2013–14 in der Parlamentarischen Versammlung des Europarates.
Bei der Europawahl 2014 errang Cesa erneut einen Sitz Europäischen Parlament. Dort war er als Vertreter der EVP-Fraktion im Ausschuss für auswärtige Angelegenheiten, Menschenrechte, Gemeinsame Sicherheit und Verteidigungspolitik, in der Delegation für parlamentarische Kooperation EU-Armenien, EU-Aserbaidschan und EU-Georgien sowie in der Delegation in der Parlamentarischen Versammlung EURO-NEST. Zur Europawahl 2019 kandidierte Cesa gemäß einer Absprache seiner UdC mit Forza Italia auf dem zweiten Listenplatz der Forza Italia in Süditalien. Er erhielt aber nicht genug Vorzugsstimmen, um wiedergewählt zu werden.
Im Januar 2021 wurde er von der Polizei im Rahmen eines Anti-Mafia-Einsatzes festgenommen. Cesa bestritt nach einer Hausdurchsuchung alle Vorwürfe, trat jedoch von seinem Parteiposten zurück.